# Catena Abulfeda
La Catena Abulfeda è una struttura geologica della superficie della Luna.